# Ridolini prende moglie
Ridolini prende moglie (Scamps and Scandals) è un cortometraggio muto muto del 1919 scritto e diretto da Larry Semon che si firma con il nome Lawrence Semon.

## Trama
Ridolini è un poveraccio che sogna la felicità e le belle donne. Infatti egli vive in uno studio che pare un campo di battaglia per il suo disordine e la sua sciattezza, tanto che Ridolini stesso dorme su un bancone. Immaginando di poter vivere in condizioni migliori e in compagnia di tante mogli, Ridolini incomincia a mettere tutto in ordine, mentre in una casa vicina una ragazza litiga col padre perché egli vorrebbe farle sposare un buon partito, ma brutto, grasso e pomposo. L'uomo esce di casa infuriato, mentre Ridolini stava ancora mettendo a posto la casa, ma il clown forzando un cassetto con troppi vestiti, sfonda il muro e getta tutto addosso all'uomo e a dei poliziotti che montano su tutte le furie. Ridolini fugge e in una miriade di equivoci, dopo essersi scontrato anche con il promesso sposo, s'innamora della ragazza triste che di lì a poco si sarebbe maritata. Egli allora si traveste e s'imbuca alla cerimonia in chiesa dove ruba l'anello e poi fugge con la ragazza che, non conoscendolo ancora bene, teme che Ridolini le voglia fare violenza, quindi sviene. Intanto Ridolini è impegnato a fronteggiare lo sposo e la polizia e, dopo aver smutandato il primo, fugge in auto travestito da sposa, mentre la ragazza rimane in auto col padre; dietro la vettura c'è l'altra con lo sposo in mutande e Ridolini che il prete sbadatamente ha dichiarato marito e moglie e dietro ancora vi è la vettura della polizia. Tutte e tre i veicoli urteranno un palazzo sfondandolo e si trascineranno dietro molti inquilini, compreso uno che dormiva sul letto.

## Produzione
Il film fu prodotto dalla Vitagraph Company of America (come Big V Special Comedies).

## Distribuzione
Distribuito dalla Vitagraph Company of America e presentato da  Albert E. Smith, il film - un cortometraggio in due bobine - uscì nelle sale cinematografiche statunitensi il 17 febbraio 1919.